# Minitouren
Minitouren är en svensk professionell golftour.
Den svenska minitouren är den tour som spelas under den nordiska proffstouren, Sas masters Tour, där flertalet av dagens svenska golfstjärnor började sin karriär. Minitouren spelas över hela landet, från Boden och Piteå i norr till Skåne i söder.
Vissa har det som tradition att anordna en minitour varje år, andra har någon då och då.
Svenska Minitouren är en tour som är öppen för alla, proffs som amatörer. Den är en kompletteringstour för Masters Tour.
Tidigare hade "Telia Tour" och Minitouren samma rankingsystem. Från och med säsongen 2008 har de båda tourerna inte samma ranking längre. En spelare på Minitouren kan ändå kvala in till SAS Masters Tour efterföljande säsong genom att komma top 5 på Minitourens egen ranking.
2007 års Masters Tour ranking, dåvarande Telia Tour, avgjordes på just en minitour. Denna spelades på Österlen och blev som en final, den som hade med sig mest "Telia ranking"-poäng från tävlingen skulle vinna Order Of Merit. Kampen stod mellan Joakim Rask och Rikard Karlberg. Segrande ur kampen kom 21-åringen Rikard Karlberg som kom på en hedrande 3:e plats i tävlingen och därmed kunde titulera sig som nummer ett på Telia tour 2007. Rikard Karlberg vann rankingen med bara 14 poäng (Karlberg 1530p, Rask 1516p).